# Magnus Laurentii
Magnus Laurentii, född 1578 i Rogslösa församling, Östergötland, död 10 april 1650 i Rogslösa församling, Östergötlands län, var en svensk präst.

## Biografi
Magnus Laurentii föddes 1578 i Rogslösa socken. Han var son till kyrkoherden Laurentius Olavi och Lustia Pawelsdotter. Laurentii prästvigdes 1603 och blev 16 mars 1613 kyrkoherde i Rogslösa församling, Rogslösa pastorat. Han avled 10 april 1650 i Rogslösa socken.
Laurentii närvarade vid riksdagen 1635 i Stockholm.

### Familj
Laurentii gifte sig 1603 med Botila Håkansdotter (1590–1654), dotter till rådmannen Håkan Svensson och Margareta Larsdotter i Vadstena. De fick tillsammans barnen Lucia Magnusdotter (död 1662) som var gift med ryttaren Nils Andersson i Djurkällan, Väversunda, Andreas Magnusson (1611–1623), Laurentius Magnusson (1618–1623), Elisabeth Magnusdotter som var gift med kyrkoherden Magnus Wangelius i Herrestads församling och Karin Magnusdotter (1619–1692) som var gift med löjtnanten Zion Scharp på Kedevad i Strå socken.